# Ligidium euxinum
Ligidium euxinum là một loài chân đều trong họ Ligiidae. Loài này được Verhoeff miêu tả khoa học năm 1918.